# Cerkiew św. Eleuteriusza w Bukareszcie
Cerkiew św. Eleuteriusza (nowa) w Bukareszcie – cerkiew w archieparchii Bukaresztu Rumuńskiego Kościoła Prawosławnego. Znajduje się niedaleko Rumuńskiej Opery Narodowej przy ulicy Elefterie 1 w Bukareszcie. W pobliżu wznosi się starsza cerkiew pod tym samym wezwaniem.
Świątynia została wzniesiona w latach 30. XX w., według projektu Constantina Iotzu. Konsekracji cerkwi dokonał 29 czerwca 1935 patriarcha rumuński Miron.

## Galeria

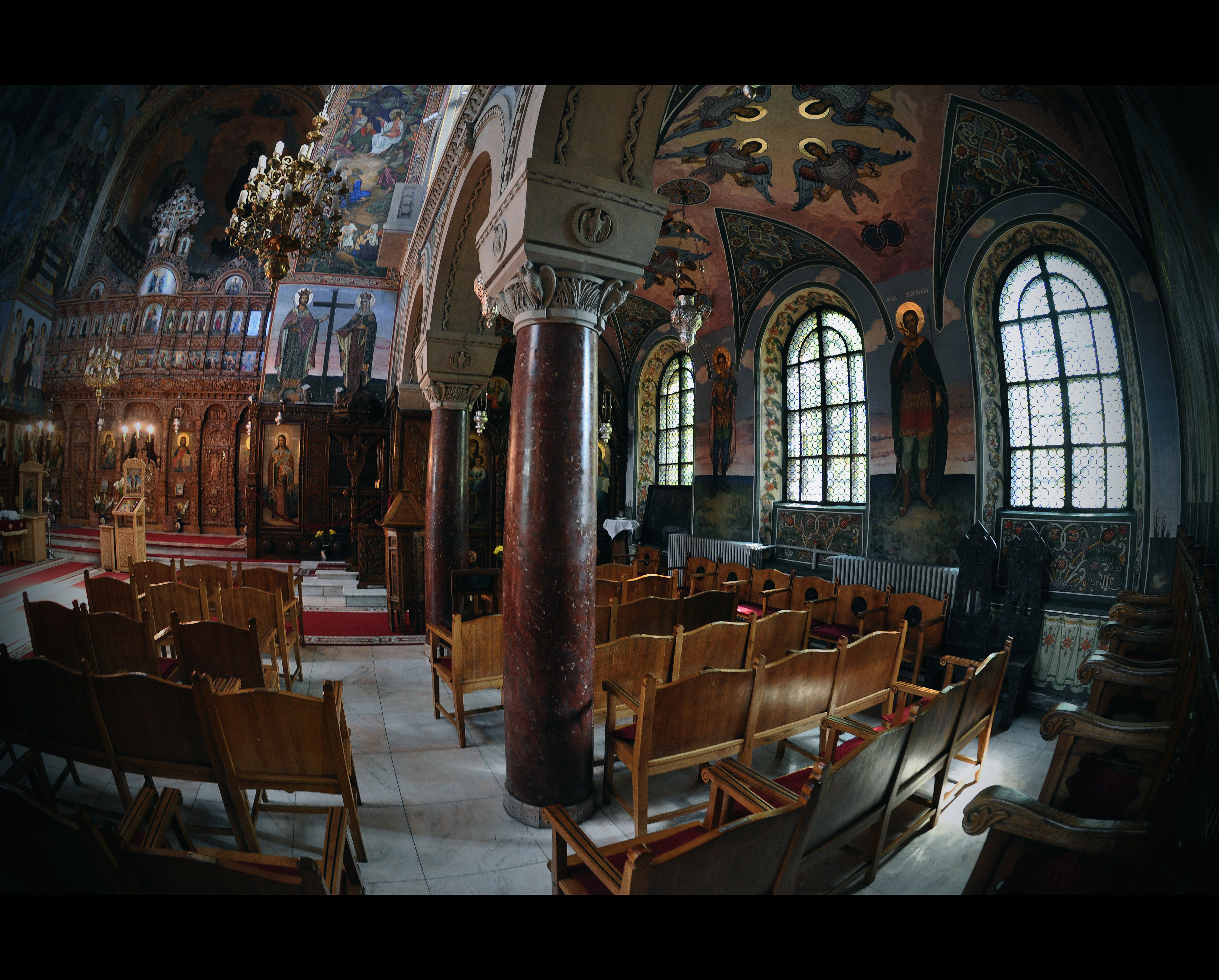
Fragment wnętrza
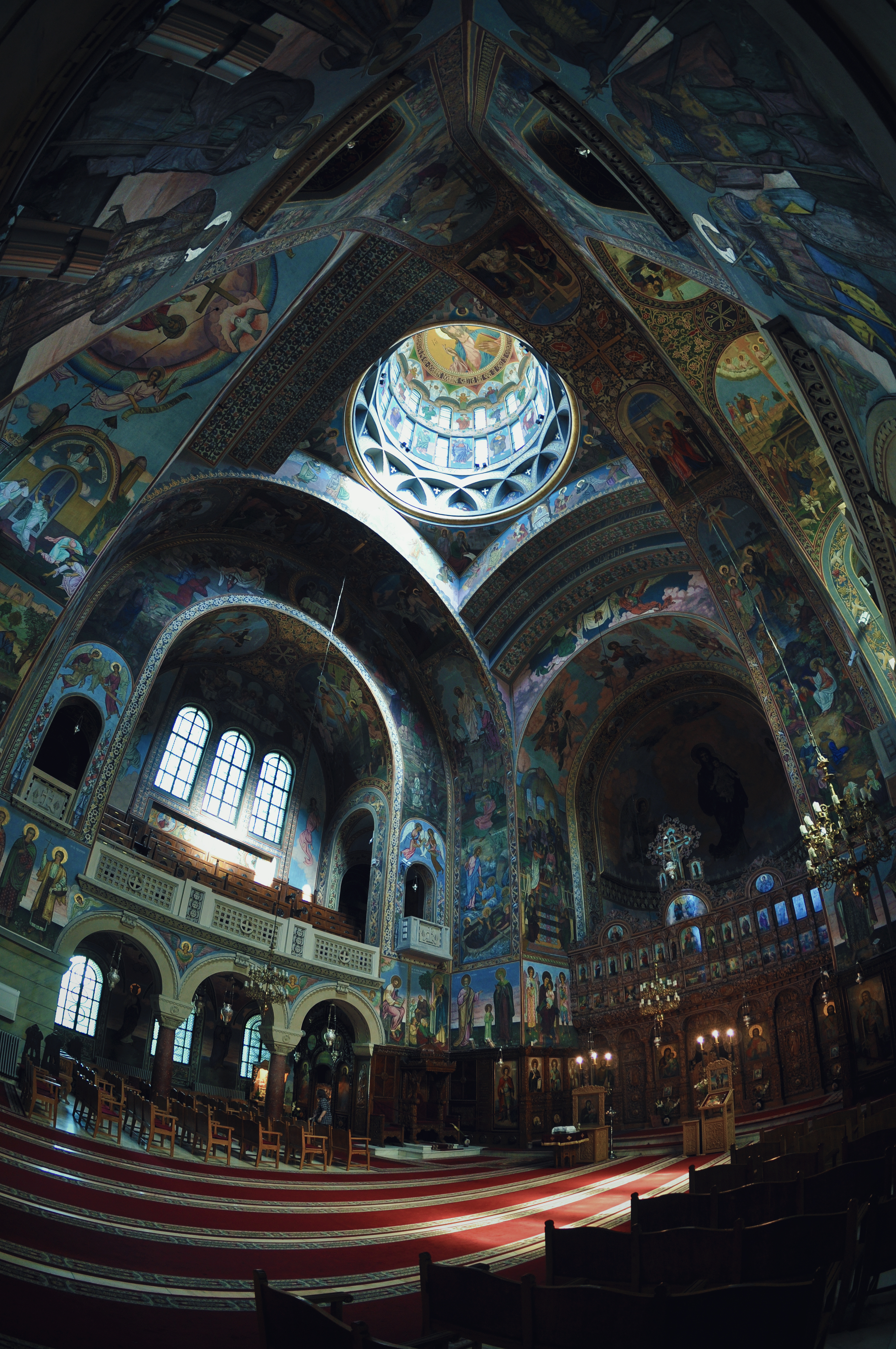
Kopuła od wewnątrz